# 61 Ursae Majoris
61 Ursae Majoris – gwiazda w gwiazdozbiorze Wielkiej Niedźwiedzicy. Jest odległa od Słońca o około 31 lat świetlnych.

## Charakterystyka obserwacyjna
61 Ursae Majoris ma wielkość obserwowaną ok. 5,3m, co pozwala dojrzeć ją nieuzbrojonym okiem. Znajduje się w południowo-wschodniej części konstelacji. Ma optyczną towarzyszkę oddaloną o ok. 159 sekund kątowych (w 2015 roku), która jest niezwiązaną gwiazdą tła.

## Charakterystyka fizyczna
61 Ursae Majoris jest żółtym karłem, gwiazdą typu widmowego G8. Ma jasność równą ok. 62% jasności Słońca i temperaturę ok. 5500 K. Jej promień jest równy 86% R☉. Masa tej gwiazdy to około 0,9 masy Słońca, a jej wiek to ok. 3,5 miliarda lat.
Chromosfera tej gwiazdy przejawia aktywność, która utrudnia odkrycie ewentualnych planet; obecnie (2021) żadne takie obiekty nie są znane.